# Bjørn Bergvall
Pour les articles homonymes, voir Bergvall.
Bjørn Bergvall, né le 13 février 1939 à Oslo, est un skipper norvégien. 
Il remporte la médaille d'or aux Jeux olympiques d'été de 1960 avec Peder Lunde, Jr. sur le voilierSirene, en classe Flying Dutchman.